# Amy (videogioco)
Amy è un videogioco di genere survival horror stealth, sviluppato da VectorCell e pubblicato da Lexis Numérique. Secondo un comunicato stampa diffuso dalla Lexis Numerique prima della loro apparizione al Game Developers Conference 2011, i giocatori "scortano una strana ragazzina autistica di 8 anni nel tentativo di tirarla fuori da una città invasa da creature selvagge e nemici." Il giocatore controlla Lana, la donna che scorta Amy e la protegge nel tentativo di fuggire dalla città contagiata. Tra i nemici, incontrano mostri e militari, durante la loro fuga.

## Accoglienza
Amy è stato per lo più stroncato dalla critica:
- IGN ha dato al gioco 2/10, dove il recensore Colin Moriarty ha affermato al termine della sua recensione di aver passato almeno una dozzina di ore su Amy, di esser arrivato fino alla parte finale del quinto capitolo, e di aver rinunciato a continuare per pura rabbia e frustrazione.[4]
- Jeff Cook di Game Informer ha assegnato al gioco un solo punto in più (3/10), e ha affermato che essendo un titolo scaricabile, non mi aspettavo che Amy si potesse confrontare coi colossi tripla-A del genere survival horror. Tuttavia, mi aspettavo un gioco che fosse almeno giocabile e che concedesse un qualche tipo di intrattenimento. Non commettete errori: che Amy vi sia accessibile via download, via vendita al dettaglio, onde cerebrali dirette, o impianto della retina, è terribile e andrebbe evitato.[5] Jim Sterling di Destructoid si è spinto oltre nella sua recensione fino a descrivere Amy come uno dei giochi peggiori mai prodotti, assegnandogli 1.5/10.[6]
- Gaming XP ha dato ad Amy il punteggio di 76/100, tra i più alti di qualsiasi recensione dei media, affermando che in Amy si supera lo splatter di masse di zombie con la protagonista Lana (Sabine Crossen) che le affronta davvero come una donna disperata piuttosto che come un altro sopravvissuto che è praticamente un Navy SEAL e può abbattere ogni cosa in qualsiasi caso[7].
- Il gioco detiene un punteggio del 22% per la versione Xbox 360[8], e del 36% per la versione PS3[9] su Metacritic.